# 姜行本
姜行本(？—645年) 名确，以字行，秦州上邽（今甘肃省天水市）人，唐初功臣之一，武德八年十二月，姜行本为水部郎中，在陇州开五节堰，引水通运河。贞观中，姜行本四次担任将作大匠，总领修建九成宫、洛阳宫事务，唐太宗每次游幸，他都随身侍从，唐太宗选取矫健敏捷之士，衣五色袍，乘六闲马，组成“飞骑”军，以姜行本为首领。

## 家世
出身关陇的天水姜氏。
- 曾祖：姜真，后魏南秦州刺史。
- 祖父：姜景，北周使持节骠骑大将军、上开府仪同三司、梁州刺史，建平郡开国公。被赐姓宇文氏。
- 父亲：姜在武德年间担任秦州、陇州二州刺史，封长道县开国公，谥曰安。

## 唐灭高昌之战
贞观十四年（640年），唐太宗以吏部尚书侯君集为交河道行军大总管，姜行本为行军副总管，率左屯卫大将军薛万均、行军总管左骁卫将军薛孤吴仁、行军总管左武卫将军牛进达等以及突厥、契苾等仆从军，合步骑数万人，征讨高昌。五月，唐军以姜行本所都造的冲车、抛车等攻城，飞石如雨而下，迫使高昌王麴智盛出城投降。班师回朝后，姜行本以通川县男进封金城郡公，赐物一百五十段、奴婢七十人。
贞观十八年（644年），唐太宗征讨高句丽，十九年（645年）四月，辽东道行军大总管英国公李勣攻打盖牟城，姜行本在战斗中流矢身亡。太宗赋诗悼念，赠左卫大将军、郕国公，谥曰襄，陪葬昭陵。

## 子嗣
- 长子：姜简，袭郕国公，高宗永徽年间官任安南都护府都护。
  - 孙：姜晞，袭郕国公，玄宗开元初为左散骑常侍。
- 次子：姜遐，字柔远，武则天时官至左鹰扬卫将军、通事舍人、内供奉。
  - 孙：姜皎，玄宗时以功拜殿中监，封楚国公，实封四百户。
    - 曾孙：姜庆初，袭封楚国公。尚玄宗女新平公主，授驸马都尉。

  - 孙：姜晦，玄宗时吏部侍郎。

## 姜行本纪功碑
姜行本纪功碑，全称《大唐左屯卫将军姜行本勒石纪功碑》，现藏于新疆维吾尔自治区博物馆内，碑文所记述姜行本等人在柳谷百余里处，制造攻城器具，并勒石纪功。此碑原是汉朝班超纪功碑，被磨去原文，重新刻为姜行本纪功碑。

大唐左屯卫将军姜行本勒石纪功文

昔凶奴不灭，窦将军勒燕山之功；闽越未清，马伏波树铜柱之迹。然则振英风于绝域，申壮节于异方，莫不腾懋绩于千秋，播芳猷于万古者矣。大唐德合二仪，道高五帝。握金镜以朝万国，调玉烛以驭兆民。济济衣冠，煌煌礼乐。车书顺轨，扶桑之表俱同；治化所沾，濛汜之乡咸暨。苑天山而池瀚海，内北户以静幽都，莫不解辫发于藁街，改左衽于夷邸。高昌国者，乃是西汉屯田之壁，遗兵之所居。麴文泰者，即其苗裔也。往因晋室多难，群雄竞驰，中原乏主，边隅遂隔，间届戎狄，窃多拨王，弘〇至今，靡遗声教。自皇威远被，稽颡来庭，虽沐仁风，情怀首鼠。杜远方之职贡，阻重驿之往来，肆豺狼之心，起蜂虿之毒，发徒众庶，贼杀无已，圣上愍彼苍生，申兹吊伐，乃诏使持节光禄大夫、吏部尚书、上柱国、陈国公侯君集交河道行军大总管，副总管左屯卫大将军、上柱国、永安郡开国公薛万均，副总管左屯卫大将军、上柱国、通川县开国男姜行本等，爰整三军，龚行天罚。但妖气未殄，将军逞七纵之威；百雉作固，英奇申九攻之略。以通川公深谋简出，妙思纵横，命饰前军，营造攻具。乃统沙州刺史、上柱国、望都县开国侯刘德敏，右监门中郎将、上柱国、淮安县开国公衡智锡，左屯卫中郎将、上柱国、富阳县开国伯屈昉，左武侯郎将李海岸，前开州刺史时德衡，右监门府长史王进威等，并率骁雄，鼓行而进。以贞观十四年五月十日，师次伊吾折罗浸山，北登黑绀岭。未盈旬月，克成奇功。伐木则山森殚尽，叱咤则山谷荡薄。冲梯蹔整，百橹冰碎，机桧一发，千石云飞。墨翟之拒无施，公输之妙讵比。大总管运筹帷幄，继以中军，铁骑亘原野，金鼓动天地，高旗蔽日月，长戟拨风云。自秦汉出师未有如斯之盛也。班定远之通西域，故迹罕存；郑都护之灭车师，空闻前史。雄图世著，彼独何人？乃勒石纪功，传诸不朽，其词曰：

于赫大唐，受天明命。化济得一，功无与兢，荒服犹阻，夷居天定，乃拜将军，殄兹枭獍。其一

六奇勒思，群雄逞力。阵开龙腾，营设虎踞，气遮星光，旗明日色，扬旌塞表，振威西极。其二

峨峨峻岭，渺渺平原，塞云暝结，胡风昼昏。经年凝冰，长纪落雪。高树吟猿，铭功赞德。其三

大唐贞观十四年岁次庚子闰六月丁卯朔廿五日辛卯立。

瓜州司马参军河内司马太真立碑

（碑左侧刻）交河道行军总管左骁卫将军上柱国〇〇开国公薛孤吴仁领右军十五万。

（碑右侧刻）交河道行军总管右武威将军上柱国魏城县开国公牛进达领兵十五万。